# Cornate e Fosini
Cornate e Fosini este o arie protejată (arie specială de conservare — SAC, sit de importanță comunitară — SCI) din Italia întinsă pe o suprafață de 1.403 ha, integral pe uscat.

## Localizare
Centrul sitului Cornate e Fosini este situat la coordonatele 43°09′44″N 10°56′42″E / 43.162222°N 10.945°E.

## Înființare
Situl Cornate e Fosini a fost declarat sit de importanță comunitară în iunie 1995 pentru a proteja 1 specie de plante și 14 specii de animale. Situl a fost protejat și ca arie specială de conservare în mai 2016.

## Biodiversitate
Situată în ecoregiunea mediteraneană, aria protejată conține 11 habitate naturale: Pajiști carstice calcaroase sau bazofile, de Alysso-Sedion albi, Liziere de ierburi înalte hidrofile de câmpie și de nivel montan până la alpin, Peșteri inaccesibile publicului, Formațiuni de Juniperus communis pe lande sau pajiști calcaroase, Păduri panonice-balcanice de stejar turcesc - stejar sesil, Pajiști uscate seminaturale și facies de acoperire cu tufișuri pe substraturi calcaroase (Festuco-Brometalia) (* situri importante pentru orhidee), Păduri aluvionare cu Alnus glutinosa și Fraxinus excelsior (Alno-Padion, Alnion incanae, Salicion albae), Pante stâncoase calcaroase cu vegetație casmofită, Râuri de munte și vegetația lor lemnoasă cu Salix elaeagnos, Păduri de Quercus ilex și Quercus rotundifolia, Păduri de Castanea sativa.
La baza desemnării sitului se află mai multe specii protejate:
- plante (1): Himantoglossum adriaticum
- păsări (5): șerpar (Circaetus gallicus), vânturel roșu (Falco tinnunculus), sfrâncioc roșiatic (Lanius collurio), ciocârlie de pădure (Lullula arborea), fluturașul de stâncă (Tichodroma muraria)
- amfibieni (3): Bombina pachypus, Salamandrina terdigitata, Triturus carnifex
- mamifere (4): liliac cărămiziu (Myotis emarginatus), liliacul mediteranean cu potcoavă (Rhinolophus euryale), liliacul mare cu potcoavă (Rhinolophus ferrumequinum), liliacul mic cu potcoavă (Rhinolophus hipposideros)
- nevertebrate (1): Euplagia quadripunctaria
- reptile (1): șarpele cu patru dungi (Elaphe quatuorlineata)

Pe lângă speciile protejate, pe teritoriul sitului au mai fost identificate 33 de specii de plante, 3 specii de amfibieni, 3 specii de mamifere, 7 specii de nevertebrate, 1 specie de reptile.